# Vicariat apostolique de Méndez
Le vicariat apostolique de Méndez (en latin : Vicariatus Apostolicus Mendezensis ; en espagnol : Vicariato apostólico de Méndez) est un vicariat apostolique de l'Église catholique en Équateur directement soumis au Saint-Siège.

## Territoire
Le vicariat apostolique gère la province de Morona-Santiago sur un territoire d'une superficie de 25 690 km2 divisé en 23 paroisses. Son siège est à Macas où se trouve la cathédrale de la Vierge Très Pure.

## Histoire
Le vicariat apostolique de Méndez et Gualaquiza est érigé le 17 février 1893 par Léon XIII en prenant sur le territoire du vicariat apostolique de Napo. Le pape confie le vicariat aux salésiens et désigne le Père Costamagna pour le gouverner.
Son territoire s'agrandit le 19 février car la préfecture apostolique de Canelos (aujourd'hui vicariat apostolique de Puyo lui cède le territoire de Macas en vertu du bref Quo fidei du pape Pie XI.
Il prend son nom actuel le 12 avril 1951 par le décret Cum per conventionem de la congrégation pour l'évangélisation des peuples.

## Évêques
- Giacomo Costamagna, S.D.B (1895-1919)
- Domenico Comin, S.D.B (1920-1963)
- José Félix Pintado Blasco, S.D.B (1963-1981)
- Teodoro Luis Arroyo Robelly, S.D.B (1981-1993)
- Pietro Gabrielli, S.D.B (1993-2008)
- Néstor Montesdeoca Becerra, S.D.B (2008- )